# Sawaiellus berlandi
Sawaiellus berlandi – gatunek kosarza z podrzędu Laniatores i rodziny Samoidae. Jedyny znany przedstawiciel monotypowego rodzaju Sawaiellus.

## Występowanie
Gatunek jest endemiczny dla wysp Samoa.